# Buchheim
Buchheim település Németországban, azon belül Baden-Württembergben. Lakosainak száma 754 fő (2023. december 31.). Buchheim Beuron és Fridingen an der Donau községekkel határos.

## Népesség
A település népessége az elmúlt években az alábbi módon változott:
| Lakosok száma | 600  | 594  | 555  | 557  | 615  | 620  | 635  | 647  | 653  | 754  |
|               | 1961 | 1967 | 1974 | 1980 | 1987 | 1993 | 2000 | 2006 | 2013 | 2023 |